# Grutas artificiais de Alapraia
As grutas artificiais de Alapraia, também conhecidas pelo nome de Necrópole Eneolítica de Alapraia, são grutas artificiais que foram sendo descobertas no centro da povoação de Alapraia, no Estoril, em Portugal.
No seu conjunto constituem uma necrópole formada por quatro túmulos subterrâneos (hipogeus). 
Estão classificadas como Imóvel de Interesse Público desde 1945.

## História
A primeira referência às grutas artificiais de Alapraia surgem da mão de Francisco de Paula Oliveira, um investigador dos Serviços Geológicos que em 1889 dá conta da existência da Gruta I, por então bastante degradada e desprovida de qualquer espólio devido ao seu aproveitamento como resguardo de lenha e de animais.
As próximas sondagens ao local seriam feitas em setembro de 1932, graças a Afonso do Paço e Eugénio Jalhay, identificando-se uma nova gruta (gruta II). Posteriores campanhas tiveram lugar em 1934, 1935, 1942 e 1943, todas financiadas pelo Estado Português. Finalmente, em 1945, foram classificadas como Imóvel de Interesse Público.
As suas singularidades e o seu extraordinário espólio levaram à criação da Sala de Arqueologia do Museu-Biblioteca Condes de Castro Guimarães, em 1942. Atualmente algumas das peças provenientes desta necrópole encontram-se em exposição no Museu da Vila.

## Descrição
As grutas artificais de Alapraia constituem o exemplo mais nobre da cultura campaniforme do Neolítico. São um conjunto de quatro grutas escavadas em calcário margoso, formando um abrigo abobadado, de câmara circular e com uma clarabóia central, protegida por lajes, ao qual se acede através de um longo corredor, baixo e com estrangulamento no final.  A presença da clarabóia permite que sejam designadas de «grutas artificiais tipo coelheira», já que esta característica facilitaria a deposição dos inumados dentro da câmara quando o acesso através do corredor já não fosse possível devido aos níveis de ocupação das grutas.
As grutas encontram-se numeradas de acordo com a sua data de identificação. A Gruta I, identificada em 1889, tem uma câmara com 6,20m de diâmetro e 2,80 de altura, com um corredor, aberto, de 13,70m. A gruta II, identificada em 1932, apresenta uma câmara de 4,30m de diâmetro por 2,20 de altura. A gruta III, identificada em 1934/35, tem uma câmara de 6,20m de diâmetro e 2,40 de altura, e por fim a gruta IV, identificada em 1943, tem uma câmara com 4,20m de diâmetro, por 2,10m de altura, com um vestíbulo de 7,10m. 
Tinham a função de necrópole, sendo usadas entre o Neolítico final e o Calcolítico. Os rituais fúnebres eram realizados no exterior, formando-se um cortejo pelo corredor que dava acesso às grutas. Os defuntos eram depois colocados junto às paredes, em posição sentada, e junto a eles diversos objetos depositados por familiares que se pretendia que os acompanhassem no além.